# Imperio bizantino bajo la dinastía de León
El Imperio romano de Oriente fue gobernado por la Dinastía de León desde el 457 d. C., con el ascenso al trono del emperador León I, hasta el año 518, con el fallecimiento de Anastasio I. El gobierno de la dinastía de León se dio en paralelo con el rápido declive, el colapso y la eventual caída del Imperio Romano Occidente. Cuando el Imperio Occidental finalmente cayó con la muerte de Julio Nepote, el emperador Zenón abolió el cargo de emperador romano occidental y se declaró a sí mismo como el único emperador romano. El Imperio Bizantino llegaría a durar muchos siglos más, y las dinastías posteriores invertirían grandes cantidades de recursos  en campañas cuyo objetivo principal era de recuperar las provincias occidentales, sobre todo la península itálica.
La dinastía de León, curiosamente, también gobernó el Imperio Romano Occidental desde el 474 d. C. hasta su posterior abolición en el 480 d. C.

## León I y León II  (457-474)
Después de la muerte de Marciano y el final de la dinastía Teodosiana, León I fue elevado al trono por el general alano Aspar, quien se desempeñó como el comandante en jefe del ejército romano oriental y disfrutó de un papel similar al de Ricimero en el Imperio Romano de Occidente, coronando emperadores títeres. Aspar había creído que León I sería un títere débil, pero León ganó cada vez más independencia de él, comenzando a actuar por cuenta propia y después de que Aspar y su hijo Ardabur fueran asesinados en un motín en el año 471, el Imperio de Oriente fue restaurado por un nuevo liderazgo completamente romano, que se mantendría durante los próximos siglos.
En el momento de la elevación de León I, el Imperio Romano Occidental ya estaba casi completamente derrumbado. Aunque disfrutó de una breve restauración del poder bajo el emperador Mayoriano, Occidente se había restringido al norte de la Galia, Italia y partes de Iliria a fines de la década del 460. León quiso reconquistar el norte de África de los vándalos. La campaña fue un fracaso y el norte de África permanecería fuera del control imperial hasta el reinado de Justiniano I a principios del siglo VI.
León I fue el primer emperador bizantino en ser coronado por el Patriarca de Constantinopla y no por un general militar, en representación de la jerarquía eclesiástica. Este cambio terminaría por convertirse en una costumbre en el imperio y el carácter religioso de la coronación había reemplazado por completo a la versión militar durante toda la Edad Media.
Los isaurios habían puesto una condición para aliarse con el Imperio Bizantino, León casó a su hija Ariadna con Tarasicodissa, quien adoptó el nombre de Zenón en el 466. El hijo de Ariadna y Zenón, León II, sucedió a la muerte de León I en el 474, pero murió apenas 11 meses después de llegar al cargo y fue sucedido por Zenón.

## Zenón y Basilisco (474-491)
El reinado de Zenón contempló el fin del Imperio Romano Occidental. La fecha exacta de su final es un tanto controvertida. A veces se fecha en 476, a principios del reinado de Zenón, cuando el general romano germánico Odoacro depuso al emperador occidental titular Rómulo Augústulo, pero se negó rotundamente a reemplazarlo con otro emperador títere. Odoacro aceptó a Julio Nepote, el emperador occidental previamente depuesto y apoyado por Zenón, como su soberano y actuó como su virrey de Italia. Nepote nunca regresó a Italia, pero continuó reinando como emperador occidental de Dalmacia hasta su muerte en el año 480.
Tras la muerte de Julio Nepote, Zenón se convirtió en el soberano de la región de Odoacro y no nombró a otro emperador de Occidente, sino que se proclamó a sí mismo como único emperador del Imperio Romano, volviendo a unir jurídicamente la parte oriental y occidental del imperio por primera vez en 85 años. Las regiones nunca más se dividirían de nuevo.
Con Odoacro actuando cada vez más independiente, Zenón negoció con los ostrogodos, que estaban bajo el reinado de Teoderico el Grande, que se habían asentado en Mesia. Envió al rey gótico a Italia como magister militum per Italiam ("comandante en jefe de Italia"). Después de que Odoacro cayó en el 493, Teodorico, que había vivido en Constantinopla durante su buena parte de su juventud, gobernó Italia por su propia cuenta. Por lo tanto, al sugerir que Teodorico podía conquistar Italia como su reino ostrogodo, Zenón mantuvo al menos una supremacía nominal en la tierra occidental mientras libraba al Imperio oriental de un subordinado rebelde.
Zenón fue depuesto brevemente por Basilico en el 475 durante veinte meses, pero recuperó su trono y encarceló a Basilico junto a su familia en una cisterna seca, donde morirían por hipotermia.

## Anastasio I (491-518)
Anastasio I, un anciano que ejercía como funcionario civil de origen romano, se convirtió en emperador romano al casarse con la viuda de Zenón, Ariadna, en el 491. Anastasio fue, según las fuentes, un reformador y administrador competente, que perfeccionó el sistema de acuñación introducido por Constantino I al establecer el peso de la follis de cobre, que era la moneda más utilizada en todo el Imperio. Anastasio también abolió el impuesto Collatio lustralis, un impuesto que era fuertemente odiado por la población debido a que se aplicaba a todos los comerciantes, prestamistas, artesanos y otros que percibían honorarios por su trabajo, incluidas las prostitutas. Las reformas monetarias de Anastasio llevaron a que la Tesorería del Estado contenga la enorme cantidad de 145 150 kg (145 toneladas) de oro al momento de su muerte.
Anastasio fue sucedido por Justino I, quien sería el primer emperador de la dinastía de Justiniano.